# Shane Dorian
Pour les articles homonymes, voir Dorian.
Shane Dorian est un surfeur professionnel américain né le 19 juillet 1972 à Kailua-Kona, à Hawaï. Il participe au circuit Championship Tour dans les années 1990-2000 et participe depuis au circuit Big Wave Tour.

## Palmarès et résultats

### Saison par saison
- 1995 :
  - 2e du Oxbow Réunion Pro à Saint-Leu (La Réunion)[1]
  - 3e du Chiemsee Pipe Masters à Banzai Pipeline sur le North Shore d'Oahu (Hawaï)[2]

- 1996 :
  - 2e du Figueira Pro à Figueira da Foz (Portugal)[3]

- 1997 :
  - 3e du Coke Surf Classic à Sydney (Australie)[4]
  - 3e du Chiemsee Pipe Masters à Banzai Pipeline sur le North Shore d'Oahu (Hawaï)[5]

- 1998 :
  - 2e du Rip Curl Pro Bells Beach à Bells Beach (Australie)[6]
  - 3e du Op Pro à Huntington Beach (États-Unis)[7]

- 1999 :
  - 1er du Rip Curl Pro Bells Beach à Bells Beach (Australie)[8]

- 2000 :
  - 2e du Gotcha Pro Tahiti à Teahupoo (Tahiti)[9]
  - 1er du Billabong Pro à Anglet (France) et Mundaka (Espagne)[10]

- 2002 :
  - 4e de la Rip Curl Cup à Sunset Beach (Hawaï)[11]
  - 2e du Xbox Pipeline Masters à Banzai Pipeline sur le North Shore d'Oahu (Hawaï)[12]

- 2003 :
  - 3e de la Rip Curl Cup à Sunset Beach (Hawaï)[13]

- 2009 :
  - 2e du Todos Santos Big Wave Event à Todos Santos (Mexique)[14] – (Big Wave Tour)

- 2013 :
  - 2e du Mavericks Invitational à Mavericks (États-Unis)[15] – (Big Wave Tour)

### Classements
| Année             | 1995 | 1996 | 1997 | 1998 | 1999 | 2000 | 2009 | 2013 |
| ----------------- | ---- | ---- | ---- | ---- | ---- | ---- | ---- | ---- |
| Championship Tour | 11e  |      | 12e  | 5e   | 11e  | 4e   |      |      |
| Big Wave Tour     |      |      |      |      |      |      | 8e   | 7e   |